# Ligne 172 (chemin de fer slovaque)
La ligne 172 des chemins de fer slovaques relie Banská Bystrica
à Červená Skala.

## Histoire
La ligne a été ouverte à la circulation deux étapes :
- Brezno - Banská Bystrica le 26 juillet 1884
- Červená Skala - Brezno le 28 novembre 1903

Le 12 février 2009, une collision entre un autobus et un train au niveau d'un passage à niveau non gardé a fait 12 morts.